# Bufotes
Bufotes is een geslacht van kikkers uit de familie padden (Bufonidae). De groep werd voor het eerst wetenschappelijk beschreven door Constantine Samuel Rafinesque-Schmaltz in 1815. Oorspronkelijk werd de wetenschappelijke naam Batrachus gebruikt maar deze naam bleek al eerder te zijn gebruikt voor een groep van vissen.
Er zijn veertien verschillende soorten die leven in delen van Azië, noordelijk Afrika, het Midden-Oosten en westelijke delen van Europa. Alle soorten zijn bodembewoners die goed gecamoufleerd zijn.

## Soorten
- Soort Bufotes balearicus
- Soort Bufotes boulengeri
- Soort Bufotes latastii
- Soort Bufotes luristanicus
- Soort Bufotes oblongus
- Soort Bufotes pewzowi
- Soort Bufotes pseudoraddei
- Soort Bufotes siculus
- Soort Bufotes surdus
- Soort Bufotes turanensis
- Soort Bufotes variabilis
- Soort Bufotes viridis – Groene pad
- Soort Bufotes zamdaensis
- Soort Bufotes zugmayeri

Adenomus · 
Altiphrynoides · 
Amazophrynella · 
Anaxyrus · 
Ansonia · 
Atelopus · 
Barbarophryne · 
Blythophryne · 
Bufo · 
Bufoides · 
Bufotes · 
Capensibufo · 
Churamiti · 
Dendrophryniscus · 
Didynamipus · 
Duttaphrynus · 
Epidalea · 
Frostius · 
Ghatophryne · 
Incilius · 
Ingerophrynus · 
Laurentophryne · 
Leptophryne · 
Melanophryniscus · 
Mertensophryne · 
Metaphryniscus · 
Nannophryne · 
Nectophryne · 
Nectophrynoides · 
Nimbaphrynoides · 
Oreophrynella · 
Osornophryne · 
Parapelophryne · 
Pedostibes · 
Pelophryne · 
Peltophryne · 
Phrynoidis · 
Poyntonophrynus · 
Pseudobufo · 
Rentapia · 
Rhaebo · 
Rhinella · 
Sabahphrynus · 
Schismaderma · 
Sclerophrys · 
Strauchbufo · 
Truebella · 
Vandijkophrynus · 
Werneria · 
Wolterstorffina · 
Xanthophryne